# Sten Widmalm
Sten Börje Widmalm, född 23 februari 1964 i Säby församling i Jönköpings län, är en svensk professor i statskunskap vid Uppsala universitet.
Widmalm undervisar i komparativ politik, demokratiutveckling, offentlig förvaltning, och krishantering.
Widmalm forskar om demokratiutveckling, konfliktstudier, krishantering, decentralisering, och korruption.
Widmalm bedriver forskning inom projektet "Det öppna samhället".